# Liste mutazilitischer Theologen
Dies ist eine Liste muʿtazilitischer Theologen.

## Übersicht
- ʿAbd al-Dschabbār
- Abū l-Hudhail al-ʿAllāf
- Abū l-Qāsim al-Balchī
- Ahmad ibn Chābit
- ʿAmr ibn ʿUbaid
- Dirār ibn ʿAmr
- Al-Dschāhiz
- Abū ʿAlī al-Dschubbā'ī
- Wāsil ibn ʿAtā'
- Az-Zamachscharī
- Bischr ibn al-Muʿtamir
- Muʿammar ibn ʿAbbād
- Abū l-Hasan al-Aschʿarī (später Ascharit)
- Abu'l-Husayn al-Basri
- Ibn Abi Hadid
- Ibn al-Murtadha
- Ibn ar-Rāwandī
- Abū Bakr Asamm
- Harun Nasution (Indonesien)
- Amīn Nāyif Dhiyāb (Palästina)